# Édouard Bénard
Pour les articles homonymes, voir Bénard.
Édouard Bénard, né le 18 février 1995 à Rouen, est un homme politique français. Il est député élu dans la troisième circonscription de la Seine-Maritime depuis 2024.

## Biographie
Édouard Bénard est né à Rouen au sein d'une famille populaire. Fils d’une agente d’entretien et d’un métreur en bâtiment, il est orienté à l'âge de 15 ans vers un CAP en apprentissage dans le milieu de la boucherie. 
Il reprend par la suite un cursus général en lycée, ce qui lui permet de poursuivre des études de philosophie à La Sorbonne. Il travaille en boulangerie parallèlement à ses études.
Il est ensuite agent de la fonction publique territoriale.

### Parcours politique
Engagé au sein de la Jeunesse ouvrière chrétienne (JOC) à Saint-Étienne-du-Rouvray, il lutte contre la fermeture d’un centre d’information et d’orientation, fait connaître leurs droits aux apprentis et organise des campagnes de rencontre avec les travailleurs saisonniers.
Il est adjoint au maire de Saint-Étienne-du-Rouvray de 2020 à décembre 2023. Il s'oppose à l'installation des compteurs électriques Linky et à la mise en place des ZFE.
En 2021, il est candidat PCF aux élections départementales dans le canton de Sotteville-lès-Rouen. Au 1er tour, il obtient 19,74 % des suffrages exprimés derrière les candidats du PS et du RN.
Suppléant du député Hubert Wulfranc, il succède à celui-ci à la suite de sa démission le 10 janvier 2024,,. Il siège à la Commission du Développement durable et de l'Aménagement du territoire. Le 24 janvier 2024, il participe à sa première séance à l'Assemblée nationale, où il intervient pour s'opposer à la hausse des tarifs réglementés de vente de l’électricité.
Il présente sa candidature en vue élections législatives anticipées de 2024 sous la bannière du Nouveau Front populaire. Arrivé en tête au premier tour avec 48,64 % des voix, il remporte l'élection le 7 juillet avec 66,88 % des voix face à la candidate du Rassemblement national Pauline Daniel (33,12 %).